# Maureen Mwanawasa
Maureen Mwanawasa, née Kakubo le 28 avril 1963 et décédée le 13 août 2024, est une avocate zambienne qui occupe le rôle de Première dame de 2002 à 2008. 
Elle est membre de l'Association of Women Lawyers au Royaume-Uni, siège au conseil de la Women’s Rights Committee de la Law Association of Zambia et assure la vice-présidence du conseil d'administration de Habitat for Humanity, Zambia. 
Elle est également marraine de Breakthrough Cancer Trust et de la Child Care & Adoption Society of Zambia.

## Biographie

### Origines
Maureen Mwanawasa voit le jour le 28 avril 1963 à Kabwe, dans la province centrale de la Zambie, au sein de la famille de Jeniya Lupumpaula Chilunga Kakabo et Lupumpaula Bulawayo Kakubo. Huitième d’une fratrie de dix enfants, elle grandit entourée de six frères et trois sœurs.

### Études
Maureen Mwanawasa commence son éducation en 1970 à l'école primaire Raphael Kombe, située dans le quartier de Chimanimani à Kabwe. 
En 1976, elle poursuit ses études à l'école secondaire St Mary’s, à Maramba à Livingstone, où elle obtient son diplôme en 1981.
Maureen Mwanawasa est titulaire d’un diplôme en droit de l’Université de Zambie, suit des études de troisième cycle à l’Institute for Advanced Legal Studies et obtient un master en administration internationale des affaires à l’Université Edith Cowan.

### Carrière professionnelle
Maureen Mwanawasa commence sa carrière en tant que juriste. Lors de son mariage avec Levy Mwanawasa, elle travaille chez Mwanawasa and Co., où elle s’occupe du recouvrement de créances. 

### Carrière politique
Lors de l’élection présidentielle de 2001, Maureen s’engage activement dans la campagne de Levy Mwanawasa, élu président le 27 décembre et investi le 2 janvier 2002. Devenue Première dame de la Zambie, elle occupe ce rôle jusqu’en 2008, soutenant les initiatives de développement menées sous la présidence de celui-ci. 
Pendant son mandat, elle crée l’Organisation des Premières Dames Africaines contre le VIH/Sida, désormais connue sous le nom d’Organisation des Premières Dames Africaines pour le Développement,.  Elle y mène des campagnes visant à réduire la transmission du virus et à combattre la stigmatisation. 
En 2022, elle crée l’initiative communautaire Maureen Mwanawasa, dédiée aux projets sociaux et humanitaires. Engagée activement en faveur des droits des femmes, des enfants et des communautés locales, elle œuvre pour améliorer les conditions de vie des populations vulnérables, tels que les enfants.
Parallèlement, elle est membre du Mouvement pour la démocratie multipartite (MMD), elle est mentionnée parmi les figures pouvant briguer la présidence avant le décès de son époux en 2008, mais elle renonce à cette possibilité.
En mai 2016, Maureen se présente au poste de maire exécutif de Lusaka pour l'UPND. Sa campagne, centrée sur des enjeux comme le choléra, les pénuries d'eau et la gestion des déchets, se conclut par une deuxième place derrière Wilson Kalumba du Front Patriotique,.

### Engagements et contributions
Maureen Mwanawasa occupe plusieurs fonctions importantes au sein d’organisations et associations. Elle est membre du conseil d’administration de l’Australian Institute Business Trust (Zambie), de la Law Association of Zambia, de la Zambia Association for High Value Crops, de la Female Lawyers Association (Zambie), de la Women Law Society (Royaume-Uni) et de la Zambia Women Football Association. Elle siège également au comité des droits des femmes, à la Law Association of Zambia et à l’University Women’s Association,.

### Vie privée et mort
Le 7 mai 1987, Maureen épouse Levy Mwanawasa, qu'elle a rencontré à Kabwe,. Ensemble, ils ont quatre enfants.
En 2001, elle est excommuniée des Témoins de Jéhovah en raison de ses activités politiques et devient par la suite chrétienne baptiste,.
Le 13 août 2024, Maureen Mwanawasa décède à l'hôpital militaire Maina Soko de Lusaka, à l'âge de 61 ans,.

## Distinctions
En reconnaissance de son engagement, Maureen Mwanawasa reçoit deux distinctions : l'International Hope Award de World Vision en 2006 pour son action en faveur des populations vulnérables, et le John Thompson Legacy of a Dream Award de l'Université de Georgetown en 2007,.